# Progress M-22M
Progress M-22M (ryska: Прогресс М-22M) eller som NASA kallar den, Progress 54 eller 54P, är en rysk obemannad rymdfarkost som levererade förnödenheter, syre, vatten och bränsle till rymdstationen ISS. Den sköts upp med en Sojuz-U-raket från Kosmodromen i Bajkonur 5 februari 2014 och dockade med ISS knappt 6 timmar senare.
Farkosten lämnade stationen den 7 april 2014 och brann upp i jordens atmosfär den 18 april 2014.

### Fotnoter
1. ↑  ”NASA Space Science Data Coordinated Archive” (på engelska). NASA. https://nssdc.gsfc.nasa.gov/nmc/spacecraft/display.action?id=2014-005A. Läst 1 mars 2020.
2. ↑  Manned Astronautics - Figures & Facts Arkiverad 27 januari 2016 hämtat från the Wayback Machine., läst 22 juli 2016.